# Woodside (Watford)
Woodside – dzielnica miasta Watford, w Anglii, w Hertfordshire, w dystrykcie Watford. W 2011 roku dzielnica liczyła 7083 mieszkańców.